# 2007年2月广东

## 2月24日
- 山东一职业学院毕业的30名大学生保姆赶赴深圳寻找就业机会。两天内，这批保姆被一抢而空。新华网

## 2月13日
- 中国科学院与广东省人民政府签署合作备忘录，在广东东莞共建全球第三大的散裂中子源项目。新华网

## 2月9日
- 2006年度“广东十大新闻人物”在广州揭晓，霍英东、李大为、马红梅、黄学军、许晓珠、李盛元、庞波、何冲、余彭年、王金云入选。 新华网

## 2月8日
- 中国移动动感地带在广州、深圳、东莞、珠海、中山、韶关、清远等城市实行手机“被叫免费”。新华网

## 2月1日
- 首趟中国国产高速列车——T971次CRH高速列车在广深铁路开行。新华网

## 按月存档的广东新闻动态
- 2006年：3月、4月、5月、6月、7月、8月、9月、10月、11月、12月
- 2007年：1月、2月
- 2008年
- 2009年：8月